# علی‌اصغر شمیم
علی اصغر شَمیم (همدانی) (۱۲۸۲–۱۳۴۵) استاد تاریخ، مترجم، نویسنده و مورخ ایرانی بود.

## زندگی
علی‌اصغر شمیم در ۲۵ مهرماه ۱۲۸۲ شمسی در همدان به دنیا آمد. پدر او میرزا داود شمیم از منشیان و معلمان همدان بود.
علی‌اصغر شمیم پس از پایان تحصیلات ابتدایی و متوسطه در مدرسهٔ نصرت همدان به تهران آمد و دورهٔ لیسانس را در سال ۱۳۱۰ در دانشسرای عالی به پایان رساند در طی دورهٔ ریاست دکتر عیسی خان صدیق.
از استادان شمیم در دانشسرای عالی می‌توان عباس اقبال، بدیع الزمان فروزانفر، احمد بهمنیار را نام برد.

او پس از دورهٔ لیسانس، به عنوان دبیر در دبیرستانهای تبریز مشغول به کار شد. بعدها در سال ۱۳۱۵ به تهران آمد و کار تدریس تاریخ و جغرافیا را در دبیرستانهای تهران پی گرفت.
در سال ۱۳۲۵ سرپرستی فرهنگ اصفهان را به عهده داشت و در سال ۱۳۳۱ و ۱۳۳۲ سرپرستی فرهنگ خوزستان. او در این دوران در آموزش اکابر و برپایی کلاسهای شبانه در این دو استان، نقش بزرگی ایفا کرد. . او
ریاست کتابخانه ملی ایران را از سال ۱۳۱۹ تا سال ۱۳۲۱ عهده‌دار بود.

در مهرماه ۱۳۳۵ به دانشگاه تهران-دانشکده ادبیات-منتقل شد و با اینکه در آبان ۱۳۳۷ بازنشسته شد تا سال ۱۳۴۴ در دانشکده مشغول تدریس بود. همزمان در دانشکدهٔ پلیس نیز به تدریس تاریخ و جغرافی می‌پرداخت و در شورای مرکزی جشنهای شاهنشاهی در قسمت تاریخ نیز مشغول به کار بود.

او در حالی با رتبهٔ دبیری از دانشگاه تهران بازنشسته شد که بسیاری از شاگردان او به رتبهٔ استادی و دانشیاری رسیدند.
از شاگردان او می‌توان دکتر حورا یاوری، دستیار سرویراستار دانشنامهٔ ایرانیکا را نام برد.
مهمترین کار او به جز نوشتن کتابهای پژوهشی تاریخ و جغرافی، کتابهای درسی تاریخ و جغرافیا بود که او به کمک نصرالله فلسفی و عباس پرویز فراهم آورد.

از کتاب‌های مشهور او ایران در دورهٔ سلطنت قاجار است. غلامرضا ورهرام در کتاب نظام سیاسی و سازمان‌های اجتماعی ایران در عصر قاجار در بیان منابع و مآخذ تاریخ قاجار کتاب تاریخ ایران در دورهٔ سلطنت قاجار را یکی از منابع فرعی دربارهٔ این دوره تاریخی برمی‌شمارد و دربارهٔ آن می‌نویسد: «این کتاب از لحاظ تاریخ سیاسی _ صرف‌نظر از برخی نظریه‌های وی در پاره‌ای از مسائل اجتماعی _ دربارهٔ دوران قاجار قابل اهمیت است.»

او پس از دوران طولانی نارسایی قلبی و زخم معده در جمعه ۱۳ خرداد ۱۳۴۵ در تهران درگذشت.

## زندگی خانوادگی
شمیم با آسیه متینی (دبیرِ آموزش و پرورش) ازدواج کردند و از ماحصل این ازدواج دو فرزند پسر به نام‌های اَحمد (دکتر جراح) و ایرج (مهندس کشاورزی) و یک فرزند دختر به نام ایران‌دخت به یادِگار ماند.

## آثار
- ایران در دوره سلطنت قاجار: قرن سیزدهم و نیمه اول قرن چهاردهم هجری‌قمری، تهران: ابن‌سینا، ۱۳۴۲.
- تاریخ اتحاد جماهیر شوروی سوسیالیستی، تألیف ژان بروهات؛ مترجم علی‌اصغر شمیم، تهران، فریدون علمی، ۱۳۴۲.
- کتاب کُردس‍ت‍ان، تبریز، کتابخانه سعادت و کتابخانه سروش، ۱۳۱۲.
- مقامات حمیدی، قاضي حميد الدين بلخي؛ تصيحات و حواشي بسعي و اهتمام علي اصغر شميم، تبریز، کتابخانه سعادت و کتابخانه سروش، ۱۳۱۲.
- تاریخ دول معظم از ۱۹۱۹میلادی تا ۱۹۴۷ میلادی، ماکسیم مورن؛ ترجمه علی‌اصغر شمیم، تهران: علی‌اکبر علمی، ۱۳۳۸.
- ایرانیان، آشیل یونانی؛ ترجمه علی‌اصغر شمیم، بی‌جا، چاپخانه باقرزاده، ۱۳۰۸.
- آن‍ارش‍ی‍س‍م، ت‍ال‍ی‍ف ه‍ان‍ری ارون؛ م‍ت‍رج‍م ع‍ل‍ی‌اص‍غ‍ر ش‍م‍ی‍م، تهران: فریدون علمی.
- جنگ‌های صلیبی، رنه گروسه، مترجم علی‌اصغر شمیم، تهران، فریدون علمی، ۱۳۳۸.
- تاریخ ایران در قرن دوازدهم و سیزدهم هجری شامل دوران پادشاهی افشاریه و زندیه و قاجار، تهران، چاپخانهٔ مرکزی، ۱۳۱۶.
- از نادر تا کودتای رضاخان میرپنج: تاریخ قرن ۱۲ و ۱۳ هجری.[۵]
- ای‍ران در دوره س‍ل‍طن‍ت م‍ح‍م‍درض‍اش‍اه پ‍ه‍ل‍وی، تهران: شورای مرکزی جشن شاهنشاهی ایران، ۱۳۴۴.
- فرهنگ شمیم یا فرهنگ امیرکبیر (واژه‌نامه) (فارسی به فارسی)، تهران: انتشارات امیرکبیر، ۱۳۴۳.
- م‍ل‍ک‍ه ن‍ور ج‍ه‍ان ی‍ا ع‍دل ج‍ه‍ان‍گ‍ی‍ری، ت‍ه‍ران.
- تاریخ عمومی در قرون جدید (سال چهارم دبیرستانها)، نصرالله فلسفی و علی اصغر شمیم، ۱۳۲۵.
- اطلس تاریخی ایران، هیأت نظارت: سیّد حسین نصر، احمد مستوفی، عبّاس زریاب؛ تهیه کنندگان: محمّد ابراهیم باستانی پاریزی، احمد بهمنش، عیسی بهنام، علی اکبر بینا، محمد اسماعیل رضوانی، حسینقلی ستوده، علی اصغر شمیم، ذبیح الله صفا، نصرالله فلسفی، سعید نفیسی و عزت الله نگهبان، تهران: چاپخانه سازمان نقشه برداری و دانشگاه تهران، ۱۳۵۰.